# Ваннвайль
Ваннвайль (нім. Wannweil) — громада в Німеччині, знаходиться в землі Баден-Вюртемберг. Підпорядковується адміністративному округу Тюбінген. Входить до складу району Ройтлінген.
Площа — 5,34 км2. Населення становить 5396 ос. (станом на 31 грудня 2020).